# La Crise de la culture
 (mars 2022).
La Crise de la culture (titre original Between Past and Future) est un ouvrage d’Hannah Arendt. La première édition, parue en 1954, était composée de six essais. La traduction française est fondée sur la deuxième édition, parue en 1968 et composée de huit essais complétés d'une importante préface.

## Présentation de l'ouvrage

### Préface: La brèche entre le passé et le futur
Dans cette préface, Hannah Arendt explique ce qui légitime à ses yeux la publication de ces « huit exercices de pensée politique » (le sous-titre du recueil) en un livre cohérent.
Il s'agit de savoir comment se mouvoir dans la brèche entre le passé et le futur : alors qu'il n'est plus possible de s'appuyer sur la tradition ou sur l'histoire, Hannah Arendt défend une conception de l'autorité et de la liberté, qui lui permet d'étudier différentes questions d'actualité : la crise de l'éducation, la crise de la culture, la question du lien entre vérité et politique et les enjeux philosophiques de la conquête de l'espace.

### I. La tradition et l’âge moderne
Hannah Arendt étudie dans cet essai les rapports de Marx, Kierkegaard et Nietzsche à la tradition. Elle leur reproche de s'opposer à la tradition tout en continuant à en emprunter les concepts. Plus encore que cet échec dans la contestation de la tradition, c'est une thématique commune qui rapproche ces trois philosophes : ils contestent la tradition en tant qu'elle implique une conception trop abstraite de la philosophie. Kierkegaard prône la prise en compte de la souffrance, Marx celle du travail et Nietzsche de la vie. L'effet de l'âge moderne, dont ils sont trois représentants, est qu'il n'y a plus de vérité sur laquelle s'appuyer mais uniquement :

« ...de simples valeurs dont la validité est déterminée non par un ou plusieurs hommes mais par la société comme totalité dans ses besoins fonctionnels en perpétuel changement. »

### II. Le concept d’histoire : antique et moderne
Cet essai prolonge la réflexion précédente sur la tradition : Hannah Arendt analyse le recours par les philosophes au concept d'histoire comme la tentative de reconstituer une nouvelle tradition.

« Dans cette version [proposée par Marx] de la dérivation de la politique à partir de l'histoire, ou plutôt, de la conscience politique à partir de la conscience historique – qui n'est nullement le privilège de Marx en particulier, ni même du pragmatisme en général – nous pouvons aisément retrouver la vieille tentative d'échapper aux déceptions et à la fragilité de l'action humaine en la construisant à l'image de la fabrication. »

En opposition avec la conception de l'histoire proposée par Marx, fortement inspirée de celle de Hegel, Hannah Arendt propose une conception de l'action construite autour de la notion de fragilité.
Cette notion apparaît au terme d'une argumentation où Hannah Arendt commence par (1) comparer le discours sur l'histoire à celui sur la nature, les deux reposant sur le concept de processus. (2) Elle poursuit en analysant l'intérêt du discours sur l'histoire : il permet la sécularisation de la notion chrétienne d'immortalité par l'apparition de la notion d'immortalité terrestre. (3) Elle conclut alors en disant que le discours sur l'histoire permet de donner un sens à l'action politique, sinon trop fragile.

#### II.1 Histoire et nature
Hannah Arendt considère que le lien étroit existant actuellement entre l'histoire et la nature n'est pas le même que celui de l'Antiquité.  Dans l'Antiquité, le rapport des hommes à la nature et à l'histoire se caractérisait par un souci de l'immortalité : la nature possède sans effort cette caractéristique, qu'il s'agit pour les hommes d'acquérir en « s'immortalisant ». Par exemple, pour Platon c'est la pensée qui permet de s'immortaliser en tant qu'elle permet de se détourner des affaires humaines.
Il y a aujourd'hui aussi une racine commune aux sciences de la nature et aux sciences historiques : il s'agit cette fois d'une méthode de pensée qui est la même.  Face aux doutes concernant la capacité des sens à révéler la vérité, les sciences de la nature prétendent découvrir la vérité en passant de la simple observation à l'expérimentation. Quant à elles, les sciences historiques (et pour Hannah Arendt, les sciences sociales n'en sont qu'une déclinaison) prétendent dévoiler la vérité par la reconstitution du parcours qui a mené à la situation actuelle. Dans les deux cas apparaît le concept de processus : ce concept prend la forme du « développement » dans les sciences de la nature, et du « progrès » dans les sciences historiques. Hannah Arendt considère que ce concept de processus ne permet pas de connaître la vérité : chercher à identifier des processus fait perdre la capacité à être sensible aux événements et à la fragilité qui les caractérise.

« (...) la connexion entre les concepts de nature et d'histoire tels qu'ils sont apparus avec la naissance de l'époque moderne aux XVIe et XVIIe siècles (...) a son lieu dans le concept de processus : tous deux impliquent que nous pensions et considérions tout en termes de processus et ne nous occupions plus des étants singuliers ou des événements particuliers et de leurs causes spéciales et séparées. Les mots clefs de l'historiographie moderne – « développement » et « progrès » – étaient, au XIXe siècle, également les mots clefs des branches alors nouvelles de la science de la nature. »

Le rapprochement proposé entre l'histoire et la nature est aussi l'occasion pour Hannah Arendt d'expliquer qu'avec les technologies modernes l'homme prétend désormais faire la nature comme il fait l'histoire. Cette dénonciation du danger de la technologie est plus détaillée dans le huitième essai de ce recueil consacré à La conquête de l'espace.

#### II.2 Histoire et immortalité terrestre
Une fois expliqué le lien moderne entre la nature et l'histoire, Hannah Arendt analyse la construction du concept moderne d'histoire. Elle interprète cette construction comme la sécularisation du concept chrétien d'immortalité individuelle.
Hannah Arendt prend le temps d'expliquer que cette sécularisation n'est pas l'effet d'une transformation progressive de l'immortalité individuelle en une immortalité terrestre pour l'humanité. C'est plutôt la perte de confiance en l'immortalité individuelle qui a mené à la recherche d'une alternative, l'histoire vient alors combler le manque laissé par la perte de la tradition :

« Notre concept de l'histoire, bien qu'il soit essentiellement un concept de l'époque moderne, doit son existence à la période de transition où la confiance religieuse en la vie immortelle avait perdu son influence sur le séculier et où l'indifférence nouvelle à la question de l'immortalité n'était pas encore née. (...) Ce fut donc au cours de sa recherche d'un domaine strictement séculier de permanence durable que l'époque moderne découvrit l'immortalité potentielle de l'espèce humaine. »

#### II.3 Histoire et politique
Hannah Arendt analyse enfin les liens entre l'histoire et la politique. Elle dénonce la conception de la politique comme une dérivation de l'histoire (cf. le texte cité plus haut), qui est pour elle :

« le refus (...) d'accepter la conviction des anciens selon laquelle la signification des actions politiques est indépendante de leur situation historique. »

Elle considère la philosophie politique de Kant comme particulièrement représentative de ce mouvement de pensée. Face à la perte de sens de l'action, il s'en réfère à l'Histoire. Au contraire, cet essai permet à Hannah Arendt d'inviter à assumer la fragilité de nos actions, c'est-à-dire l'impossibilité d'en prévoir tous les effets et d'en comprendre le sens.

### III. Qu’est-ce que l’autorité?
Hannah Arendt analyse dans cet essai la « crise de l'autorité ». À partir d'une explication du concept d'autorité selon le modèle de Rome, elle estime que les tentatives modernes de restauration d'une autorité ne sont en fait qu'une manière de réparer les fondations de la tradition.
Après des distinctions conceptuelles, d'une part avec la force contraignante et la persuasion par l'argumentation, et d'autre part avec les tyrannies et les régimes totalitaires, Hannah Arendt explique en quoi la pensée grecque a influencé le concept romain d'autorité, et en particulier l'allégorie de la caverne de Platon :

« Dans la parabole de la caverne, le philosophe quitte la caverne en quête de la véritable essence de l'Être sans aucune arrière-pensée quant à l'applicabilité de ce qu'il va chercher. Ce n'est que plus tard, quand il se trouve à nouveau prisonnier de l'obscurité et de l'incertitude des affaires humaines et se heurte à l'hostilité de ses semblables, qu'il commence à penser à sa « vérité » en termes de normes applicables au comportement d'autres personnes. »

Au contraire de cette légitimation de l'autorité par la pensée, le concept romain d'autorité repose sur la notion de fondation, dans le sens où « l'autorité, au contraire du pouvoir (potestas), avait ses racines dans le passé ».
Les diverses tentatives de réitérer un acte de fondation, pour restaurer l'autorité et la tradition, par l'Église Chrétienne ou lors des diverses révolutions, mise à part la révolution américaine, ont selon elle manqué un aspect décisif, pour les Romains :

« La fondation était l'action politique centrale, le grand acte unique qui établissait le domaine publico-politique et rendait la politique possible. »

### IV. Qu’est-ce que la liberté?
Hannah Arendt prétend dans cet essai clarifier les débats philosophiques très obscurs autour du concept de liberté :

« C'est la thèse des considérations suivantes que la raison de cette obscurité est que le phénomène de la liberté n'apparaît pas du tout dans le domaine de la pensée, que ni la liberté, ni son contraire ne sont expérimentés dans le dialogue entre moi et moi-même au cours duquel surgissent les grandes questions philosophiques et métaphysiques. »

Pour Hannah Arendt, la liberté n'est pas le fruit de l'entendement et de la volonté. La liberté politique n'est donc pas à comparer avec les arts créateurs (sculpture, peinture, etc.) :

« Les arts d'exécution, par contre, présentent une grande affinité avec la politique ; les artistes qui se produisent – les danseurs, les acteurs de théâtre, les musiciens et leurs semblables ont besoin d'une audience pour montrer leur virtuosité, exactement comme les hommes qui agissent ont besoin de la présence d'autres hommes devant lesquels ils puissent apparaître ; les deux ont besoin d'un espace publiquement organisé pour leur « œuvre », et les deux dépendent d'autrui pour l'exécution elle-même. »

La liberté ne suppose donc pas la souveraineté, mais plutôt la capacité à réaliser un commencement, à produire un « « miracle » – c'est-à-dire quelque chose à quoi on ne pouvait pas s'attendre. »

### V. La crise de l’éducation
Cet essai s'appuie sur la conception de la liberté développée dans l'essai précédent : Hannah Arendt y analyse la crise de l'éducation aux États-Unis comme élément particulièrement représentatif de la crise de la société actuelle.
L'élément important de la liberté est la natalité, la capacité à commencer du nouveau. De ce point de vue Hannah Arendt dénonce trois mesures de réforme de l'éducation qui ne font, selon elle, que précipiter la catastrophe : la volonté d'enseigner une méthode plus qu'un contenu, ce qui fait disparaître la légitimité de l'autorité du professeur, le pragmatisme qui amène à la substitution du faire à l'apprendre, et l'autonomie accordée aux groupes d'enfants :

« Affranchi de l'autorité des adultes, l'enfant n'a donc pas été libéré, mais soumis à une autorité bien plus effrayante et vraiment tyrannique : la tyrannie de la majorité. En tout cas, il en résulte que les enfants ont été pour ainsi dire bannis du monde des adultes. Ils sont soit livrés à eux-mêmes, soit livrés à la tyrannie de leur groupe, contre lequel, du fait de sa supériorité numérique, ils ne peuvent se révolter, avec lequel, étant enfants, ils ne peuvent discuter, et duquel ils ne peuvent s'échapper pour aucun autre monde, car le monde des adultes leur est fermé. Les enfants ont tendance à réagir à cette contrainte soit par le conformisme, soit par la délinquance juvénile, et souvent par un mélange des deux. »

Hannah Arendt analyse cette situation comme le fruit de la confusion du domaine privé et du domaine public, conception plus longuement développée dans Condition de l'homme moderne :

« Plus la société moderne supprime la différence entre ce qui est privé et ce qui est public, entre ce qui ne peut s'épanouir qu'à l'ombre et ce qui demande à être montré à tous dans la pleine lumière du monde public, autrement dit plus la société intercale entre le public et le privé une sphère sociale où le privé est rendu public et vice versa, plus elle rend les choses difficiles à ses enfants qui par nature ont besoin d'un abri sûr pour grandir sans être dérangés. »

Hannah Arendt invite donc les adultes à assumer leur responsabilité en ne renonçant pas à faire preuve d'autorité vis-à-vis des enfants :

« C'est justement pour préserver ce qui est neuf et révolutionnaire dans chaque enfant que l'éducation doit être conservatrice ; elle doit protéger cette nouveauté et l'introduire comme un ferment nouveau dans un monde déjà vieux qui, si révolutionnaires que puissent être ses actes, est, du point de vue de la génération suivante, suranné et proche de la ruine. »

C'est avec cette vision du rôle de l'éducation qu'elle fait une distinction conceptuelle entre éducation et enseignement :

« On ne peut éduquer sans en même temps enseigner ; et l'éducation sans enseignement est vide et dégénère donc aisément en une rhétorique émotionnelle et morale. Mais on peut très facilement enseigner sans éduquer et on peut continuer à apprendre jusqu'à la fin de ses jours sans jamais s'éduquer pour autant. »

Comme "qu'est-ce que l'autorité?", "la crise de l'éducation" constitue désormais un classique de la philosophie de l'éducation.

### VI. La crise de la culture: sa portée sociale et politique
Dans cet essai Hannah Arendt analyse la culture de masse, transformation de l'objet culturel en un loisir, pour ensuite proposer l'attitude à adopter vis-à-vis de l'art pour ne pas le soumettre à la logique de la société de consommation.
Hannah Arendt commence son propos en expliquant que le dévoiement de la culture ne résulte pas de sa massification. Même quand la culture était réservée à une élite sociale, le rapport entre société et culture était utilitariste :

« Le philistin méprisa d'abord les objets culturels comme inutiles, jusqu'à ce que le philistin cultivé s'en saisisse comme d'une monnaie avec laquelle il acheta une position supérieure dans la société, ou acquit un niveau supérieur dans sa propre estime. »

La massification de la culture n'est pas un mécanisme différent mais uniquement l'extension de ce mécanisme à toute la société : « La culture de masse apparaît quand la société de masse se saisit des objets culturels. » Cette massification de la consommation des objets culturels suppose le renouvellement régulier des objets à consommer, ce qui réduit progressivement toutes les œuvres d'art à des objets de consommation :

« Le résultat est non pas, bien sûr, une culture de masse qui, à proprement parler, n'existe pas, mais un loisir de masse, qui se nourrit des objets culturels du monde. »

Hannah Arendt poursuit en expliquant ce que devrait être un rapport plus approprié à la culture. Elle étudie pour cela le lien entre art et politique : « L'élément commun à l'art et la politique est que tous deux sont des phénomènes du monde public. » Elle précise cette conception en s'appuyant sur le jugement du goût tel que défini par Kant dans la Critique de la faculté de juger. Le goût est la faculté politique qui crée la culture :

« La culture et la politique s'entr'appartiennent alors, parce que ce n'est pas le savoir ou la vérité qui est en jeu, mais plutôt le jugement et la décision, l'échange judicieux d'opinions portant sur la sphère de la vie publique et le monde commun, et la décision sur la sorte d'action à y entreprendre, ainsi que la façon de voir le monde à l'avenir, et les choses qui doivent y apparaître. »

Autrement dit, être cultivé suppose de s'intéresser à l'art ni comme à un objet de consommation ni comme à un objet de savoir, mais d'une manière politique en étant :

« quelqu'un qui sait choisir ses compagnons parmi les hommes, les choses, les pensées, dans le présent comme dans le passé. »

### VII. Vérité et politique
Cet essai a pour objet les liens entre vérité et politique. Le conflit auquel s'attache Hannah Arendt concerne les préjudices que la politique porte aux vérités de faits. Elle dénonce l'atteinte portée aux vérités factuelles par la transformation des faits en opinion. La défense des opinions et le refus de la soumission à la vérité s'expliquent par la volonté de pouvoir faire preuve de persuasion, là où la vérité ne souffre aucune discussion.
Hannah Arendt analyse le mensonge politique comme impuissant à fonder une nouvelle réalité. Le pouvoir du mensonge étant illimité, il est impossible d'en garantir la stabilité dans le temps :

« Le pouvoir, par sa nature même, ne peut jamais produire un substitut pour la stabilité assurée de la réalité factuelle, qui, parce qu'elle est passée, a grandi jusqu'à une dimension hors de notre portée. Les faits s'affirment eux-mêmes par leur obstination, et leur fragilité est étrangement combinée avec une grande résistance à la torsion – cette même irréversibilité qui est le cachet de toute action humaine. Dans leur opiniâtreté, les faits sont supérieurs au pouvoir ; ils sont moins passagers que les formations du pouvoir, qui adviennent quand des hommes s'assemblent pour un but, mais disparaissent dès que le but est atteint ou manqué. Ce caractère transitoire fait du pouvoir un instrument hautement incertain pour mener à bien une permanence d'aucune sorte, et, par conséquent, non seulement la vérité et les faits ne sont pas en sécurité entre ses mains, mais aussi bien la non-vérité et les non-faits. »

Le respect de la vérité, c'est-à-dire l'acceptation de la limitation de la liberté politique par les vérités factuelles, est ainsi la condition de l'action politique. Être fidèle à la vérité est la seule attitude vis-à-vis du passé qui permette d'en faire un sol à partir duquel construire l'avenir.

### VIII. La conquête de l'espace et la dimension de l'homme
Dans cet essai, très proche des réflexions de Günther Anders, Hannah Arendt conteste que la conquête de l'espace soit susceptible d'accroître la dimension de l'homme. Plus encore, elle craint que l'orgueil de l'homme, par la prétention à manipuler la nature, mène à la destruction de l'espèce humaine.